# انتفاضة فاتا الوثنية
انتفاضة فاتا الوثنية أو الانتفاضة الوثنية الأولى (المجرية: Vata-féle lázadás)؛ كانت تمردًا مجريًا في عام 1046 أدى إلى الإطاحة بالملك بيتر أورسيولو، وكذلك استشهاد الأسقف غيليرت التشونادي وإعادة سلالة أرباد إلى العرش المجري.

## الخلفية

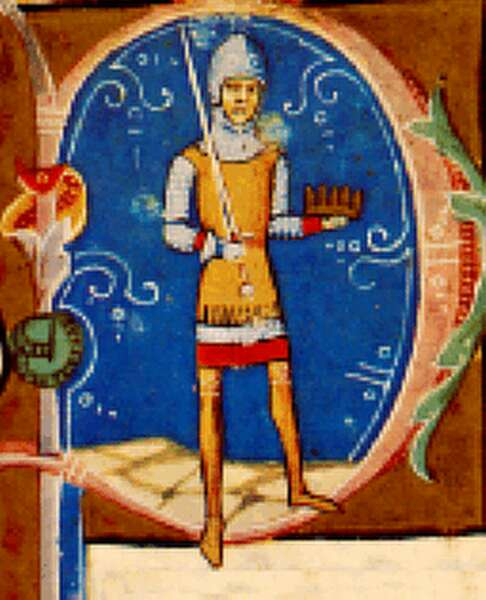
الملك بيتر الذي قام عليه الانتفاضة.

تم إدخال المسيحية إلى المجر على يد الملك إسطفان الأول، وعند وفاته عام 1038 خلفه ابن شقيقته بيتر أورسيولو، وهو نبيل من البندقية، ومن خلال زيادة الضرائب ومحاباته لحاشية الأجنبية، أثبت أنه حاكم لا يحظى بشعبية، وأيضا اشتبه الفلاحون المجريون الذين ما زالوا وثنيين إلى حد كبير في أنه كان عازمًا على ضم المجر إلى تبعية الإمبراطورية الرومانية المقدسة، ومع تمرد عام 1041 استولى صموئيل أبا صهر الملك إسطفان على العرش وأطاح به، فر أورسيولو نحو النمسا، وفي المنفى تحالف مع الإمبراطور هاينريش الثالث.
وفي السنوات التي تلت ذلك ضعف حكم آبا، على الأرجح بسبب معارضة الكنيسة التي كرهت اهتمامه بالمعتقدات الوثنية، وبدعم من الإمبراطور عاد بيتر إلى المجر عام 1044، وهزم آبا في معركة مينفو. استعاد أورسيولو العرش، وأصبحت المجر أصبحت تابعة للإمبراطورية الرومانية المقدسة، على الرغم من أنها لم تظل كذلك لفترة طويلة، ومع ذلك فإن فترة حكمه الثانية ستكون أقصر من فترة حكمه الأولى.

## الانتفاضة الوثنية

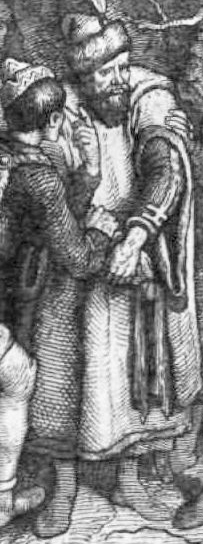
صورة معاصرة تظهر النبيل فاتا في إحدى الجرائد.

أندراس وبيلا وليفينتي أبناء فازول ابن عم الملك إسطفان، فروا من البلاد خوفًا على حياتهم، بقى بيلا في بولندا وفي حين لجأ أندراس وليفينتي إلى كييف، ومع عام 1046 عاد أندراس وليفينتي إلى أويفار (اليوم: آبائوفار) في المجر من منفاهما وسرعان ما اكتسبا دعمًا شعبيًا وخاصة بين السكان الوثنيين، على الرغم من حقيقة أن أندراس كان مسيحيًا بقي ليفينتي وثنيًا، عند عودتهم بدأ التمرد الذي دعمه أندراس وليفينتي في البداية.
كان فاتا الوثني (أو فاثا)، سيد قلعة بكيش وزعيم قبلي في منطقة تعرف اليوم باسم كريشانا، اعتبر عدوًا قديمًا للملك بيتر الفينسي، اعتنق المسيحية لحفاظ على مناصبه، ولكنه استمر في ممارسة الوثنية، يعتقد أنه ينتمي شعب البجناق، عندما سنحت له الفرصة بدأ في قيادة انتفاضة جماهيري التي انتشرت بسرعة إلى شرق المجر بأكمله، كان لديه نية حول طمس المسيحية في المجر، كان يريد أن يعيش الشعب كله حسب العادات الوثنية القديمة، ويقتلوا كل الأساقفة ورجال الكنيسة، ويهدموا الكنائس وأن يتخلوا عن المسيحية ويعبدوا الأصنام.
يقال إن الملك بيتر عندما يأس فر نحو سيكشفهيرفار، حيث قُتل على يد سكان البلدة المتمردين، وأُعلن أندراس باعتباره الأخ الأكبر نفسه ملكًا، وعندما تحرك رجال أندراس وليفينتي نحو بست، اجتمع الأساقفة غيليرت وبستريد وبود وبينيتا لاستقبالهم.

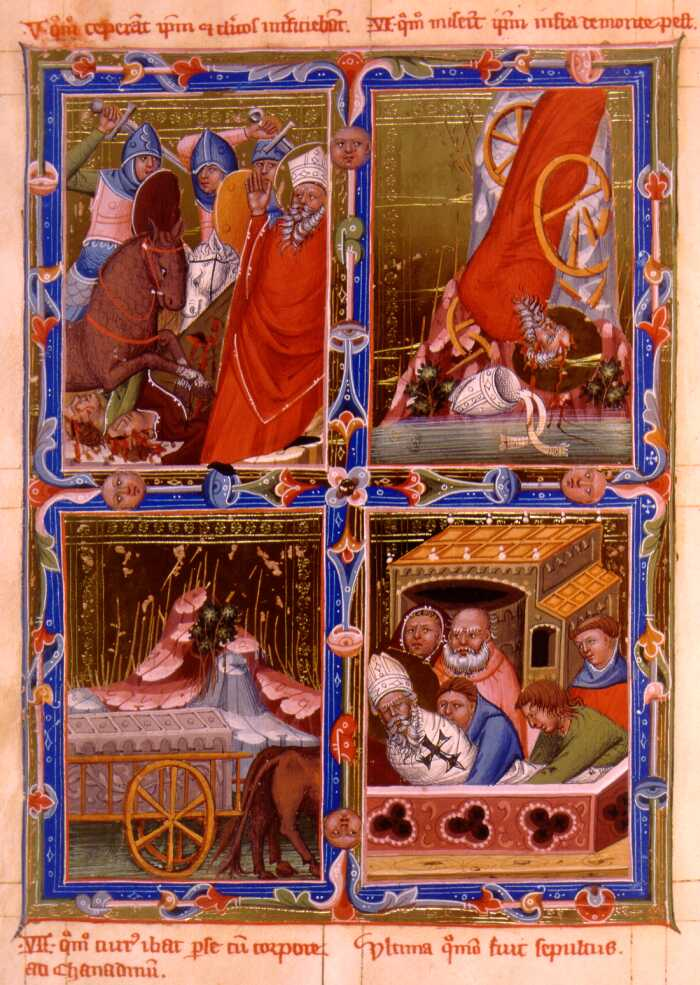
الوثنيون يقتلون الأساقفة، وأيضا تظهر معاناة غيليرت التشونادي.

ولكن 24 سبتمبر ببست تعرض الأساقفة لهجوم من قبل حشد فاتا، الذين بدأوا برجم الأساقفة بالحجارة، رجم بود حتى الموت عندما رشقه الوثنيون بالحجارة، ولكن غيليرت قام بشكل متكرر برسم علامة الصليب الأمر الذي أثار حفيظة الوثنيين، بحيث تم نقله إلى تلة كيلينهيغي وتم وضعه في عربة ودفعه من منحدر إلى ضفاف نهر الدانوب أو تم دحرجته إلى أسفل التلة وتعرض للضرب حتى الموت حسب إحدى الروايات، تمكن الأسقفين بستريد وبينيتا من الفرار عبر النهر، على الرغم من بستريد أصيب هو الآخر من قبل الوثنيين قبل أن يتمكن أندراس وليفينتي من إنقاذهما، نجا بينيتا فقط.
تم تقديس غيليرت لاحقًا لاستشهاده وتم تغيير اسم التل الذي أُلقي منه إلى تل غيليرت، الآن تقع في وسط بودابست، يوجد على التل نصب تذكاري على الجرف حيث قُتل غيليرت، وهو الآن إحدى شفعاء المجر.

## بعد
كانت انتفاضة فاثا بمثابة المحاولة الكبرى الأخيرة لوقف الحكم المسيحي في المجر، بحيث تلقى أندراس المساعدة من الوثنيين لصعوده إلى العرش لكنه لم يكن لديه أي خطط لإلغاء المسيحية في المملكة، وبمجرد وصوله إلى السلطة نأى بنفسه عن فاثا والوثنيين، ومع ذلك لم تتم معاقبتهم على أفعالهم، وإما فاتا احتفظ بمنصبه وأصبح تابعاً له حتى وفاته، لاحقاً في 1061 سيقود ابنه الوحيد يانوش انتفاضة وثنية أخرى، والتي ستكون أخر انتفاضة وثنية في البلاد.